# 다카노촌 (시가현)
다카노촌(高野村)은 시가현 에치군에 설치되었던 촌이다. 현재의 히가시오미시에 해당한다.